# Asil
Asil (også kendt som Aseel og Reza Asil) er en indisk, gammel tung hønserace som formentlig har eksisteret i 4000 år. 
Asil er en kamphønserace, og den er også en af de ældste. I Indien drives der opdræt af racen, fordi den har stridslyst, og den bruges stadig til hanekamp. Den har beholdt aggressiviteten, og det gør, at man må holde hanerne adskilt fra hinanden, fordi de ellers vil slås til den ene dør. Racen er ikke en god æglægger, men den er en god og pålidelig ruger og mor. Hønen passer godt på sine kyllinger. Asil er tam og tillidsfuld. Den viser lidt aggressivitet overfor mennesker. Racen findes også som dværg. Æggene er cremegule til brune, og vejer 40 gram (30 gram for dværge). Hanen vejer 2,5 kg, og hønen vejer 2 kg. For dværge vejer hanen 700 gram og hønen 600 gram.

## Farvevarianter
- Hvid
- Sort
- Sort/hvidplettet
- Vildtfarvet
- Blå/sølvhalset
- Træfarvet
- Rødsadlet
- Fasanbrun